# Madrid CFF
Madrid Club de Fútbol Femenino er en spansk fodboldklub for kvinder, baseret i Fuenlabrada, der pr. 2019 spiller i Primera División.

## Aktuel trup
Oversigten er opdateret til og med 3. juli 2020

| Nr. | Land      | Position | Spiller           |
| --- | --------- | -------- | ----------------- |
| 5   | Brasilien | FO       | Mônica Hickmann   |
| 7   | Spanien   | AN       | Laurita           |
| 8   | Spanien   | MI       | Sara Tui          |
| 10  | Spanien   | AN       | Alba Mellado      |
| 11  | Spanien   | AN       | Macarena Portales |
| 13  | Brasilien | AN       | Valeria           |
| 14  | Spanien   | MI       | Silvia (anfører)  |
| 15  | USA       | FO       | Amanda Frisbie    |
| 17  | Nigeria   | FO       | Chidinma Okeke    |

| Nr. | Land      | Position | Spiller         |
| --- | --------- | -------- | --------------- |
| 21  | Spanien   | MI       | Estela          |
| 22  | Nigeria   | MI       | Rita Chikwelu   |
| 23  | Brasilien | AN       | Geyse           |
| 26  | Brasilien | FO       | Antônia         |
| 29  | Spanien   | AN       | Giovana Queiroz |
| 35  | Spanien   | MM       | Isabel Navas    |
| 42  | Spanien   | MI       | Yasmin Mrabet   |
|     | Spanien   | FO       | Itziar Pinillos |